# Livre maltaise
Pour les articles homonymes, voir Livre (monnaie).
La livre maltaise (en maltais, libbra maltija)  est une monnaie de Malte qui fut l'unité monétaire de Malte depuis 1949, alors qu'est créé à La Valette une caisse d'émission qui émet les billets depuis Malte au nom du Gouvernement de Malte, jusqu'au 19 mai 1986, adoption de la lire maltaise (en maltais, Lira Maltija) avec la décimalisation.

## Histoire
Depuis le départ des Français le 5 septembre 1800 et la présence britannique officialisée par le traité de Paris, les monnaies d'or et d'argent des Hospitaliers de l'ordre de Saint-Jean de Jérusalem ainsi que d'autres monnaies étrangères et notamment le « dollar sicilien » — en réalité le tari, dont la pièce de 12 unités était aussi appelée piastre, pesant 27,3 g d'argent — continuent de circuler. En octobre 1855, une proclamation britannique décrète que la livre sterling (la sterlina pour les Maltais) sera dorénavant la seule devise légale à Malte sous le nom de pound ou libbra. Toutes ces pièces, hospitalières ou des différents royaumes italiens, furent retirées de la circulation entre octobre 1885 et novembre 1886, après un décret du gouvernement italien demandant le retrait des pièces du Saint-Siège et du royaume des Deux-Siciles. Après ces retraits, seules les pièces britanniques restent en circulation.
Les pièces utilisées à Malte sont des pièces frappées au Royaume-Uni. Il faut noter dans ce monnayage, pour la période qui intéresse Malte, trois époques différentes de monnaie, la première entre 1818/1820 et 1860, la deuxième entre 1860 et 1947/1949 et entre 1949 et 1970 pour la troisième. Toutes ces pièces sont identiques aux pièces en circulation en Grande-Bretagne. Une seule pièce est typiquement maltaise c'est le 1/3 de farthing ou 1/12 de penny.
Les billets utilisés à Malte et qualifiés véritablement de Libbra maltija datent de 1963, ce sont les premiers billets à comporter une vue de Malte imprimée au verso :
- 10 shillings, port de Mgġarr à Gozo ;
- 1 pound - £m1, zone industrielle de Marsa ;

complétée en  1968 :
- 5 pounds - £m5, Grand Harbour à La Valette.

Ces pièces et ces billets circuleront jusqu'à la fin des années 1970 pour être démonétisés en 1986.
L’indépendance du pays est accordée le 21 septembre 1964 et Malte reste au sein du Commonwealth. En attente des travaux de la Commission de décimalisation maltaise, les billets de banque et les pièces de monnaie britanniques continuent à circuler à Malte, même après la décimalisation britannique, sans aucune modification du régime monétaire sinon que les Maltais parlent plus volontiers de Libbra Maltija (livre maltaise) plutôt que de Pound Sterling (Livre sterling).
À la lumière des recommandations de la Commission maltaise de la décimalisation en 1967, le gouvernement maltais approuve une loi en septembre 1971 afin de rendre décimales les subdivisions de la livre sterling. En mai 1972 une première série de pièces maltaises est émise suivie de peu par la première série de billets de banque, les pièces et les billets britanniques alors en circulation sont progressivement retirés de la circulation.
La libbra maltija - £m - est alors remplacée par la lira maltija - Lm - (lire maltaise code MTL) sur la parité 1 Lm = 1£m = £1. Cette lire est divisée en 100 cents et le cent en 10 mils.

## Système monétaire
Le système monétaire de la livre maltaise, est  basé sur la livre sterling britannique, donc l'héritier direct des monnaies romaines basées sur un système duodécimal combiné avec un système vicésimal :
- 1 schilling = 12 pence ;
- 1 livre maltaise £m = 20 shillings = 240 pence.